# Peter Woodring
Peter Woodring (Kentfield, California, 5 de fevereiro de 1968) é um ex-futebolista profissional estadunidense que atuava como atacante.

## Carreira
Peter Woodring se profissionalizou no San Francisco Bay Blackhawks.

## Seleção
Peter Woodring integrou a Seleção Estadunidense de Futebol na Copa América de 1993.